# Rendra Karno
Raden Soekarno, meglio conosciuto come Rendra Karno, (Kutoarjo, 7 maggio 1920 – Giacarta, 27 novembre 1985) è stato un attore indonesiano.
Nato a Kutoarjo, Giava Centrale, entrò nell'industria cinematografica nel 1941, facendo la sua apparizione nel film Soeara Berbisa della Union Films. Nel corso dei successivi quarant'anni è apparso in più di cinquanta pellicole, coltivando parallelamente la passione per il teatro, dove si esibì soprattutto durante l'occupazione giapponese delle Indie orientali olandesi e la rivoluzione nazionale indonesiana. Per il suo ruolo in Bajangan di Waktu Fadjar del 1962, vinse il premio come miglior attore non protagonista all'Asian Film Festival del 1963 a Tokyo.

## Biografia
Soekarno nacque a Kutoarjo, Giava Centrale da una nobile famiglia priyayi, grazie alla quale riuscì ad avere un'istruzione elevata, sostenendo i MULO prima di studiare la contabilità. Di fatto il suo primo lavoro fu da contabile per un cinema.
Nel 1941, mentre l'industria cinematografica domestica era alla ricerca di attori giovani e istruiti per migliorare la percezione pubblica delle produzioni, egli venne avvicinato dalla Union Films, che lo ingaggiò per ricoprire il ruolo da protagonista nel film Soeara Berbisa, su due uomini che competono per l'amore di una donna prima di scoprire di essere fratelli. Fu pure un giovane assistente farmacista nella storia d'amore successiva della casa di produzione, Mega Mendoeng del 1942. Nel marzo di quell'anno, in seguito all'occupazione giapponese delle Indie orientali olandesi, la Union venne chiusa, e Soekarno, pur lavorando su un adattamento della leggenda del Damarwulan, rimase senza lavoro.
Passò quindi al teatro, stando soprattutto con la compagnia teatrale amatoriale Maya, con Usmar Ismail, sebbene fosse comparso in un film di propaganda: Di Menara (1943). Dopo la resa del Giappone nell'agosto 1945, le forze coloniali olandesi, supportate dagli Alleati, tornarono nell'arcipelago indonesiano. Nella successiva guerra d'indipendenza indonesiana (1945-1949), fu attivo con la compagnia teatrale professionale Bintang Soerabaja di Fred Young.
Nel 1948, verso la fine della rivoluzione, Soekarno tornò al cinema, assumendo un ruolo nella produzione della South Pacific Film Corporation (SPFC), Anggrek Bulan. In questo lungometraggio lavorò con Ismail, che era stato assistente alla regia. L'anno dopo recitò anche in  Harta Karun  e  Tjitra . Quando l'azienda si fuse con Berita Film Indonesia per formare la Perusahaan Film Negara (PFN; la State Film Company), emigrò nella Bintang Surabaja di Young e apparve in diversi lungometraggi, tra cui Bintang Surabaja 1951 (1950), Djembatan Merah (1950) e Selamat Berdjuang, Masku! (1951).
Con il progredire degli anni Cinquanta, Soekarno lavorò per diverse società, tra cui la Persari di Djigoaluddin Malik  (Rodrigo de Villa, 1952) e PFN (Penjelundup, 1952). Debuttò alla regia in Rentjong dan Surat (1953), ma la fama vera e propria la raggiunse attraverso il suo lavoro con lo studio Perfini di Ismail, per il quale apparve per la prima volta in Kafedo del 1953 e soprattutto Krisis, una commedia sui conflitti tra diverse famiglie che occupano la stessa casa della quale fu realizzato due anni dopo il sequel, Lagi-Lagi Krisiso. Poco dopo, cambiò il suo nome in Rendra Karno, ascoltando una recente richiesta del presidente Sukarno che tutti i nomi europei e feudali (come il titolo Raden ) venissero abbandonati.

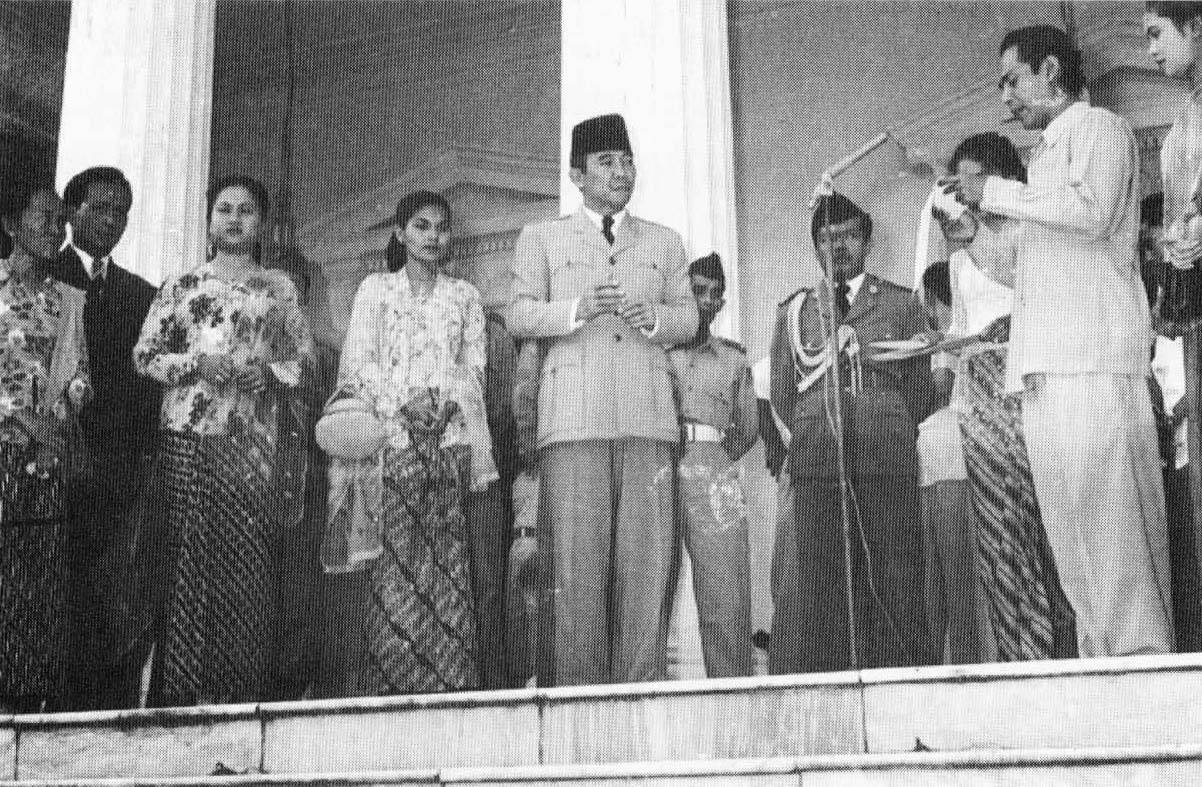
Rendra Karno (a destra) legge le richieste degli attori al presidente Sukarno (al centro) di fronte a Palazzo Merdeka, Giacarta, nel 1956

Come membro dell'Indonesian Film Actors Union (Persatuan Artis Film Indonesia o PARFI), Rendra Karno fu anche coinvolto negli sforzi per proteggere l'industria cinematografica nazionale in difficoltà contro film importati dalla Malesia, dall'India e dagli Stati Uniti. Il 12 marzo 1956, andò così a Palazzo Merdeka, a Giacarta, insieme ad altri nove tra attori e attrici per leggere un elenco di richieste al presidente Sukarno, in cui erano inclusi un riesame delle leggi sull'importazione esistenti, l'istituzione di una cineteca e un maggiore coinvolgimento dell'Indonesia nei festival cinematografici internazionali. Queste richieste, tuttavia, non furono soddisfatte.
Rendra Karno rimase attivo con la Perfini negli anni Sessanta, apparendo in produzioni come  Tiga Dara  (1956),  Tjambuk Api  (1958),  Pedjuang  (1960) e  Bajangan di Waktu Fadjar  (1962). Per quest'ultima pellicola, una collaborazione con Merdeka Film della Malesia, egli vinse il miglior attore non protagonista all'Asian Film Festival del 1963 a Tokyo. Nel 1965, dopo essere apparso in Takkan Lari Gunung Dikedjar della Tjendrawasih Films, si ritirò per cinque anni dalle scene.
Nel 1971 tornò all'industria cinematografica indonesiana, apparendo e lavorando come assistente alla regia per Hutan Tantangan. Nel decennio successivo è apparso in altri otto film, tra cui Putri Solo (1974) e Para Perintis Kemerdekaan (1977), lavorando anche come membro della crew in alcune produzioni. Morì a Giacarta il 27 novembre 1985.

## Filmografia
Soekarno (Rendra Karno) è apparso in circa cinquantadue produzioni. Ha anche diretto un film:  Rentjong dan Surat  (1953).
- Soeara Berbisa (1941)
- Mega Mendoeng (1941)
- Di Menara (1943)
- Anggrek Bulan (1948)
- Tjitra (1949)
- Harta Karun (1949)
- Bintang Surabaja 1951 (1950)
- Damarwulan (1950)
- Djembatan Merah (1950)
- Ratapan Ibu (1950)
- Bunga Bangsa (1951)
- Bunga Rumah Makan (1951)
- Djiwa Pemuda (1951)
- Terbelenggu (1951)
- Pelarian dari Pagar Besi (1951)
- Selamat Berdjuang, Masku! (1951)
- Chandra Dewi (1952)
- Penjelundup (1952)
- Rodrigo de Villa (1952)
- Kafedo (1953)
- Kassan (1953)
- Krisis (1953)
- Debu Revolusi (1954)
- Kopral Djono (1954)
- Bapak Bersalah (1955)
- Arni (1955)
- Lagi-lagi Krisis (1955)
- Tiga Dara (1956)
- Bertjerai Kasih (1956)
- Sengketa (1957)
- Djendral Kantjil (1958)
- Pak Prawiro (1958)
- Tjambuk Api (1958)
- Asrama Dara (1958)
- Habis Gelap Terbitlah Terang (Hilang Gelap Datang Terang) (1959)
- Pedjuang (1960)
- Mak Tjomblang (1960)
- Amor dan Humor (1961)
- Bajangan Diwaktu Fadjar (1962)
- Masa Topan dan Badai (1963)
- Ekspedisi Terakhir (1964)
- Takkan Lari Gunung Dikedjar (1965)
- Hutan Tantangan (1971)
- Putri Solo (1974)
- Sayangilah Daku (1974)
- Para Perintis Kemerdekaan (1977)
- Cintaku Tergadai (1977)
- Mutiara (1977)
- Petualang Cinta (1978)
- Bersemi di Akhir Badai (1978)
- Kembang Semusim (1980)